# الوادي (العدين)

تعديل مصدري - تعديل

الوادي محلة تابعة لقرية وادي رباد، التابعة لعزلة جبل بحري بمديرية العدين إحدى مديريات محافظة إب في الجمهورية اليمنية.، بلغ تعداد سكانها 51 حسب تعداد اليمن لعام 2004.